# Comuna Juelsminde
Juelsminde (Juelsminde Kommune) a fost o comună din comitatul Vejle Amt, Danemarca, care a existat între anii 1970-2006. Comuna avea o suprafață totală de 239,66 km² și o populație de 15.555 de locuitori (în 2005), iar din 2007 teritoriul său face parte din comuna Hedensted.
1. ↑   https://www.retsinformation.dk/eli/lta/1970/62 Lipsește sau este vid: |title= (ajutor)
2. ↑  Danske borgmestre 1970-2018 (PDF)